# (3557) Sokolsky
(3557) Sokolsky (1977 QE1) – planetoida z pasa głównego asteroid, okrążająca Słońce w ciągu 8,02 lat, w średniej odległości 4,01 j.a. Odkrył ją Nikołaj Czernych 19 sierpnia 1977 roku.